# Рики Стэники
«Рики Стэники» (англ. Ricky Stanicky) — американский комедийный фильм режиссёра Питера Фаррелли. В главных ролях Зак Эфрон, Джон Сина, Джермейн Фаулер, Эндрю Сантино, Лекс Скотт Дэвис и Уильям Х. Мэйси.
Премьера состоялась 7 марта 2024 года на стриминговом сервисе Prime Video.

## Сюжет
Рики Стэники — имя воображаемого персонажа, придуманного тремя давними друзьями, как кого-то, кого можно обвинить в их плохом поведении за последние два десятилетия. Когда их жёны требуют встречи со Стэники, они решают нанять актёра, чтобы воплотить персонажа в жизнь.

## В ролях
- Зак Эфрон — Дин
- Джон Сина — Род/Рики Стэники
- Джермейн Фаулер — Уэс
- Эндрю Сантино — Джей Ти
- Лекс Скотт Дэвис
- Уильям Х. Мэйси — Тед Саммерхейс
- Аня Савчич — Сьюзен

## Производство

### Разработка
20 мая 2010 года сообщалось, что Джеймс Франко должен был сыграть главную роль в фильме «Рики Стэники», сценарий которого написали Дэвид Окчино и Джейсон Декер, Джеффри Бушнелл и Summit Entertainment вели переговоры о финансировании фильма, который будет спродюсирован Майклом Де Лукой и Джоном Джейкобсом. Сценарий Бушнелла был включён в Чёрный список лучших сценариев 2010 года. В 2012 году, после того, как Франко ушёл с роли, по данным The Hollywood Reporter, Хоакин Феникс кратко рассмотрел её.
9 апреля 2013 года сообщалось, что после рассмотрения роли в течение примерно года Джим Керри будет сниматься в фильме для Summit Entertainment, режиссером которого будет Стив Одекерк, Одекерк переписывал сценарий с Буншеллом, а Де Лука и Джейкобс стали продюсерами.

### Предпроизводство
9 сентября 2022 года сообщалось, что Питер Фаррелли будет режиссёром фильма, и что он ведёт переговоры с Заком Эфроном и Джоном Синой на роли фильме. Сценарий написали Фаррелли, Брайан Джарвис и Джеймс Л. Фриман, основанный на оригинальном сценарии Буншелла и Одекерка.
1 февраля 2023 года было объявлено, что Amazon приобрела права на фильм, в котором снимутся Эфрон, Сина и Джермейн Фаулер. 7 февраля 2023 года сообщалось, что Уильям Х. Мэйси, Аня Савчич, Эндрю Сантино и Лекс Скотт Дэвис присоединились к актёрскому составу. Продюсерами фильма выступили Пол Карри из Footloose Productions, Майкл Де Лука из Michael De Luca Productions, Торстен Шумахер из Rocket Science и Джон Джейкобс из Smart Entertainment.

### Съёмки
Съёмки проходили в феврале и марте 2023 года, в Мельбурне, Австралия, а в Мельбурне съёмки для Провиденса, Род-Айленд. Фильм получил финансовую поддержку от австралийских программ Location Incentive и Victorian Screen Incentive.

## Показ
Премьера состоялась 7 марта 2024 года на стриминговом сервисе Prime Video.